# Ana López Gallego
Ana López Gallego, també coneguda com a Anita, (La Carolina, 26 de febrer de 1918 - Madrid, 5 d'agost de 1939) va ser una de Les Tretze Roses, afusellada per la dictadura de Francisco Franco quatre mesos després de finalitzar la Guerra civil espanyola.

## Biografia
Va néixer a la Carolina (Jaén) en 1918. D'origen familiar obrer, va ser filla de Concepción Gallego Delgado, natural de Sanlúcar de Barrameda i de Juan López Martínez, miner maquinista i natural de la Carolina. El 1922, va emigrar amb la seva família a Chamartín de la Rosa (Madrid), escapant de la crisi del sector miner a la Carolina. Amb 6 anys la van matricular a l'Escola Nacional del carrer Castillejos al barri de Tetuan. Posteriorment, va estudiar tall i confecció, començant a treballar com a modista molt jove.
Amb 18 anys, després de l'alçament feixista que va donar lloc a la Guerra civil espanyola, va començar a militar en les Joventuts Socialistes Unificades (JSU). Durant la guerra, va ser secretària de la ràdio de Chamartín, i voluntària i miliciana de la rereguarda republicana. Al març de 1939, després de la derrota de Madrid, el seu promès va intentar convèncer-la per a fugir a França, però López va decidir quedar-se al costat dels seus germans a la capital.
Va ser detinguda el 16 de maig de 1939 en una batuda massiva. El 6 de juny, la van traslladar a la presó de dones de Vendes. El 3 d'agost, el Consell de Guerra Permanent número 9 va veure i va fallar la causa número 30.426, condemnant-la a la pena de mort. El 5 d'agost va ser executada juntament amb altres dones, les Tretze Roses, en el cementiri de l'Est de Madrid. Expliquen que López no va morir en la primera descàrrega i va exclamar: "És que a mi no em maten?", morint en una segona descàrrega.

## Reconeixements
- 2008 - Es dona el seu nom un carrer a La Carolina.[10]
- 2015 - Es creen els Premis en defensa de la igualtat amb el seu nom Ana López Gallego.[11][12][13][10]
- 2018 - L'ajuntament de la Carolina va nomenar a López alcaldessa honoraria.[9][14]